# Melipotis tucumanensis
Melipotis tucumanensis är en fjärilsart som beskrevs av Paul Dognin 1912. Melipotis tucumanensis ingår i släktet Melipotis och familjen nattflyn. Inga underarter finns listade i Catalogue of Life.